# Rayet (cráter)

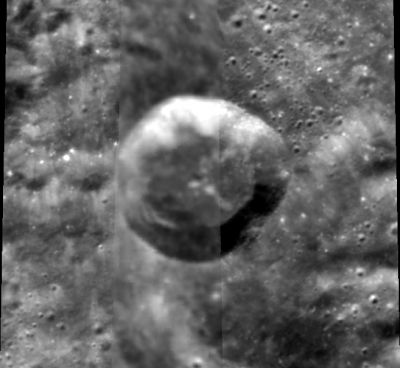
Fotografía de la misión Clementine (1994)

Rayet es un pequeño cráter de impacto perteneciente a la cara oculta de la Luna, más allá del terminador noreste. Se encuentra al suroeste del cráter más grande Millikan, y al este de Petrie, de tamaño comparable. Por su lado sureste, aparecen los cráteres H. G. Wells y Cantor.
|  |

Este cráter es aproximadamente de forma circular, con un borde afilado y paredes interiores sin rasgos característicos, que se inclinan hacia un suelo interior casi nivelado, que ocupa aproximadamente dos tercios del diámetro total del cráter. Esta formación no ha sido notablemente desgastada por la erosión generada por otros impactos.
Recibió su nombre en memoria del astrónomo francés Georges Rayet (1839-1906).

## Cráteres satélite
Por convención estos elementos son identificados en los mapas lunares poniendo la letra en el lado del punto medio del cráter que está más cercano a Rayet.
|       | \| Rayet \| Coordenadas \| Diámetro \| \| ----- \| ------------------------------ \| -------- \| \| H \| 43°24′N 116°42′E / 43.4, 116.7 \| 16 km \| \| P \| 43°18′N 114°00′E / 43.3, 114.0 \| 17 km \| \| Y \| 47°12′N 113°00′E / 47.2, 113.0 \| 14 km \| |          |
| Rayet | Coordenadas | Diámetro |
| H     | 43°24′N 116°42′E / 43.4, 116.7 | 16 km    |
| P     | 43°18′N 114°00′E / 43.3, 114.0 | 17 km    |
| Y     | 47°12′N 113°00′E / 47.2, 113.0 | 14 km    |